# Cabilenc
El cabilenc o taqbaylit (amazic: ⵜⴰⵇⵀⴰⵢⵍⵉⵜ) és una les llengües amazigues (de la macrofamília afroasiàtica), parlada a la regió muntanyosa del nord d'Algèria coneguda com a Cabília. Com passa amb altres llengües amazigues, els seus parlants sovint es refereixen a ella amb el nom genèric d'amazic, que serveix per designar-les totes.

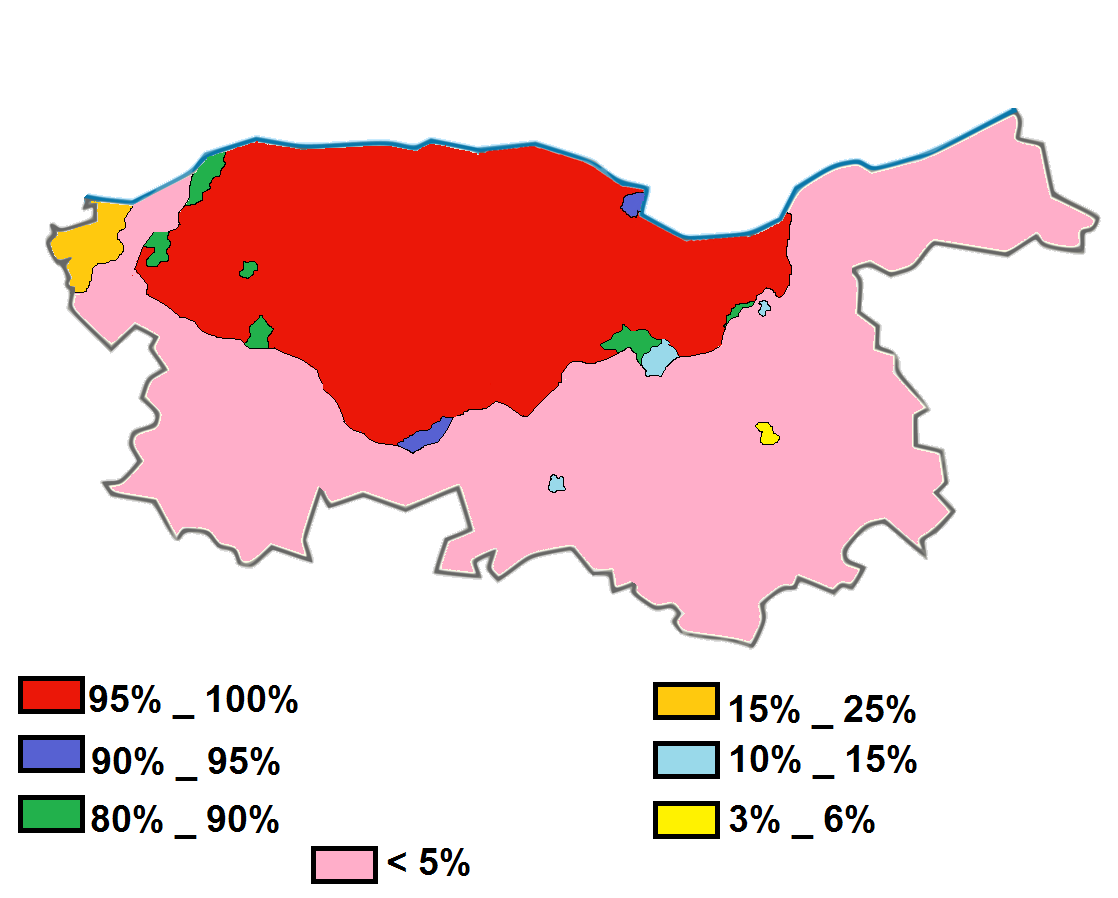
Percentatge de parlants de cabilenc

El 10 d'abril de 2002 una revisió de l'article 3bis de la Constitució algeriana va reconèixer l'amazic com a llengua nacional. A principis de 2016 una nova revisió constitucional la va convertir en llengua oficial.

## Parlants
És la segona llengua en ordre de locutor amb prop de 8 milions de persones que l'usen habitualment, darrere del taixelhit (chleuh), parlat al sud del Marroc per entre vuit i deu milions. Prop de 5 cabilòfons viuen a Algèria i la resta fan partida de la població migrant que viu o treballa a França i altres països d'Europa. El cabilenc (taqbaylit), és al costat del chenoui i el chaoui una de les tres llengües d'origen amazic usades a Algèria. Una reforma constitucional aprovada el 10 d'abril de 2002 va reconèixer l'amazic com a llengua nacional d'Algèria.

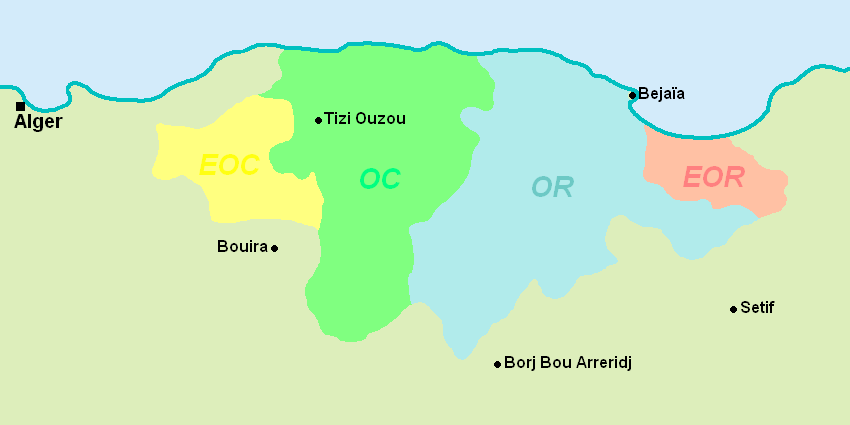
Dialectes del cabilenc

## Literatura i art
Amar Saïd Boulifa (1861- 1931 va ser el precursor de la lingüística cabilenca i un compilador i transcriptor de la literatura oral de la llengua. El segle xix Adolphe Hanoteau va recopilar poesies populars i Auguste Mouliéras les llegendes. En la literatura dels segles XIX i XX, destaca el poeta Si Mohand pels seus poemes en cabilenc. L'escriptor i lingüista Mouloud Mammeri va publicar el 1976 la primera gramàtica de cabilenca escrita en cabilenc, Tajerrumt n tmazigt (tantala taqbaylit), i el 1980 va editar Poemes cabilencs antics (Poèmes kabyles anciens) en francès i en cabilenc.
De Salem Zenia són molt conegudes les novel·les Tafrara (Aurora 1995) i Ighil d wefru (La violència i el ganivet 2002). Moltes altres novel·les en cabilenc han estat publicades, com Asfel (El Sacrifici), de Rachid Aliche (1981); Akal (La Terra), de Meziane Boulariah (1996; i Bururu (El Mussol), de Tahar Ould-Amar (2006). Un cinema cabilenc va aparèixer a partir de finals dels anys 1970, amb realitzadors com M. Bouguermouh, Azzedine Meddour, Belkacem Hadjadj, Rachid Ben Allel i Yazid Khodja. Cantants famosos en cabilenc són actualment Matoub Lounès, Lounis Aït Menguellet i el músic Idir.

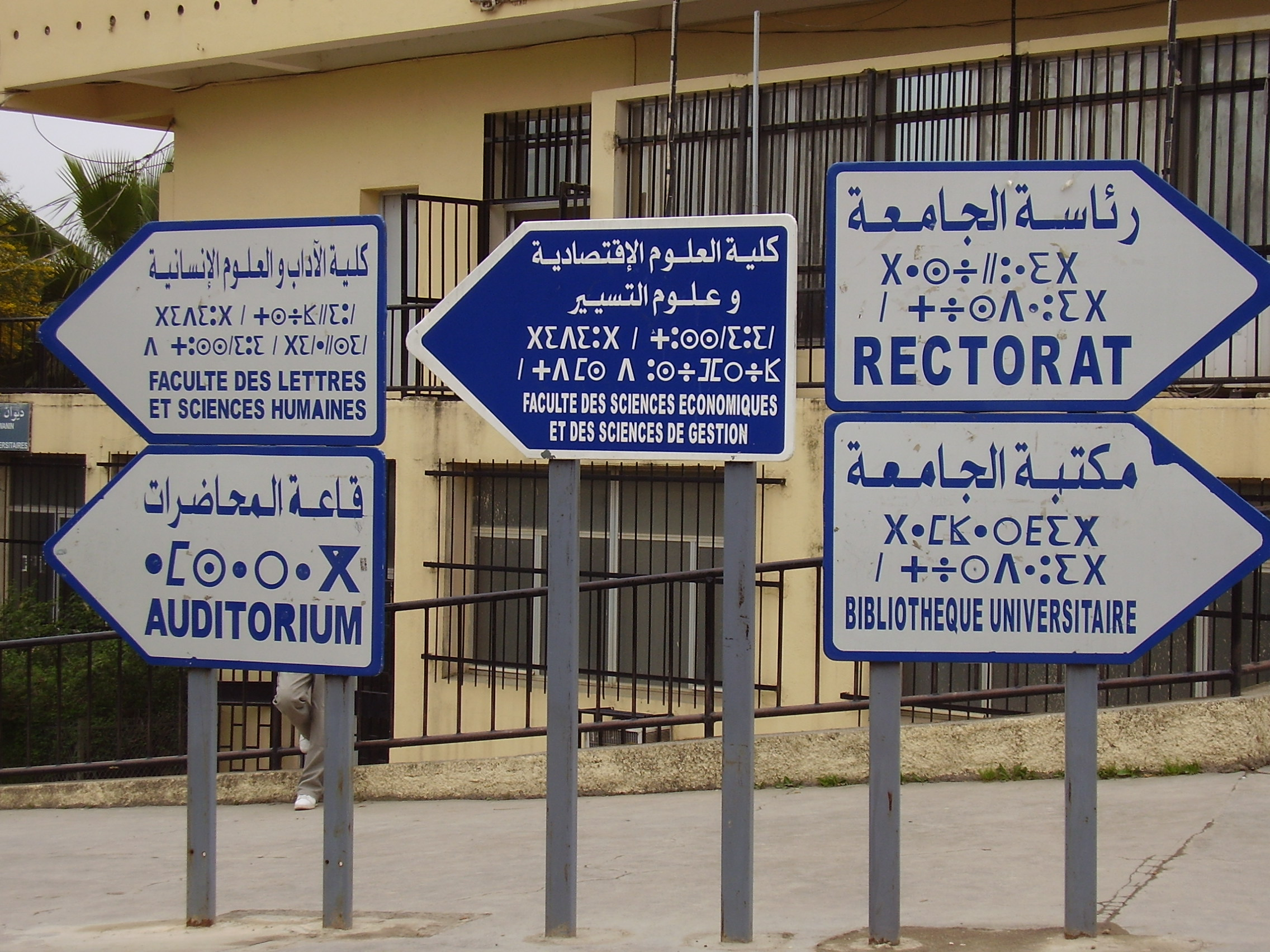
Panell trilingüe davant la facultat de Tizi Ouzou, en àrab, tifinagh i francès.

## Fonologia

### Vocals
|        | Anteriors | Centrals | Posteriors |
| Altes  | [ɪ] (i)   |          | [ɪ] (u)    |
| Mitges |           | [ɪ] (e)  |            |
| Baixes | [æ] (a)   |          |            |

### Consonants
|           |           | Bilabial | Bilabial | Labio dental | Interdental | Interdental | Dental | Dental | Alveolar | Alveolar | Postalveolar | Postalveolar | Palatal | Palatal | Vetllar | Vetllar | Uvular | Uvular | Faringal | Glotal |
| Normal    | lab.      | Normal   | far.     | Labio dental | Normal      | far.        | Normal | far.   | Normal   | far.     | Normal       | lab.         | Normal  | lab.    | Normal  | lab.    |        |        | Faringal | Glotal |
| --------- | --------- | -------- | -------- | ------------ | ----------- | ----------- | ------ | ------ | -------- | -------- | ------------ | ------------ | ------- | ------- | ------- | ------- | ------ | ------ | -------- | ------ |
| Oclusiva  | sordes    |          |          |              |             |             | t [t̪]  | [tˤ]   |          |          |              |              |         |         | k [k]   | k [k]   | q [q]  | q [q]  |          |        |
| Oclusiva  | sonores   | b [b]    | b [b]    |              |             |             | d [d̪]  |        |          |          |              |              |         |         | g [g]   | g [g]   |        |        |          |        |
| Africades | sordes    |          |          |              |             |             |        |        | tt [ts]  |          | [t̪]          |              |         |         |         |         |        |        |          |        |
| Africades | sonores   |          |          |              |             |             |        |        | zz [dz]  |          | [d̪]          |              |         |         |         |         |        |        |          |        |
| Fricativa | sordes    |          |          | f [f]        | t [θ]       |             |        |        | s [s̺]    | [s̺]      | c [ʃ]        | c [ʃ]        | k [ç]   | k [ç]   |         |         | x [χ]  | x [χ]  | [ʃ]      | h [h]  |
| Fricativa | sonores   | b [β]    |          |              | d [ð]       | [ð]         |        |        | z [s̺]    | [z̴]      | j [ʃ]        | j [ʃ]        | g [ʃ]   | g [ʃ]   |         |         | [ʃ]    | [ʃ]    | [ʃ]      |        |
| Nasals    | Nasals    | m [m]    |          |              |             |             | n [n]  |        |          |          |              |              |         |         |         |         |        |        |          |        |
| Laterals  | Laterals  |          |          |              |             |             | l [l]  | l [l]  |          |          |              |              |         |         |         |         |        |        |          |        |
| Vibrants  | Vibrants  |          |          |              |             |             | r [ʃ]  | r [r̴]  |          |          |              |              |         |         |         |         |        |        |          |        |
| Aspirades | Aspirades | w [w]    |          |              |             |             |        |        |          |          |              |              | i [j]   |         |         |         |        |        |          |        |

## Gramàtica

### Noms i adjectius

#### Gènere
Com les altres llengües afroasiàtiques, el cabilenc té només dos gèneres, masculí i femení. Com la majoria de les llengües amazigues, els substantius i els adjectius masculins comencen generalment amb una vocal (a, i, o), mentre que els substantius femenins comencen amb la consonant t- i acaben generalment amb una - t (hi ha algunes excepcions). La majoria dels substantius femenins són de fet versions feminitzades dels masculins.
Exemples: 
- Aqcic "un nen", taqcict "una nena".
- Amɣar "un ancià", tamɣart "una anciana".
- Argaz "un home", Tameɣut "una dona".
- Izi "un moscó", Tizit "una mosca".

#### Plural
Els noms en singular generalment comencen amb una a- i manquen de sufix. Els plurals generalment comencen amb una i- i sovint tenen un sufix, com - en. Hi ha tres tipus de plural: extern, intern i mixt:
- Extern o "regular": consisteix a canviar la vocal inicial del nom i afegir el sufix - n (flexió externa)

amɣar "ancià" →; imɣaren "ancians".
afus →; ifasen "mans"
argaz →; irgazen "homes"
ul →; ulawen "cors"
- Intern: ocorre pel canvi de vocals dins de la paraula (flexió interna) :

adrar →; idurar "muntanya"
amicic "un gat" →; imcac "gats"
- Mixt: combina el canvi de vocals amb la sufixació -n :

igenni "cel" →; igenwan "cels".
izi →; izan "moscos"
aẓar → iẓuran "arrels"

#### Estats lliure i annex
Com en totes les llengües amazigues, en cabilenc hi ha dos tipus d'estat o casos del nom: un no és marcat, mentre que l'altre serveix ergativament com a subjecte d'un verb transitiu o objecte d'una preposició, entre altres contexts. El primer és sovint anomenat "estat lliure" i el segon "estat de construcció" (o annex), el qual deriva de l'estat lliure mitjançant una de les següents regles:
La primera implica l'alternança vocàlica, de manera que la a inicial es converteix en u :
amaziɣ → umaziɣ "amazic"
ameqqran →; umeqqran "gran"
adrar →; udrar "muntanya"
La segona implica la pèrdua de la primera vocal en alguns noms femenins (i no es comporta com una verdadera vocal i només facilita la lectura):
tamɣart → temɣart "dones"
tamdint → temdint "ciutat"
tamurt →; tmurt "camp"
La tercera implica l'addició d'una semivocal ((woy)), al començament de la paraula:
asif →; wasif "riu"
aḍu → waḍu "vent"
iles →; iiles "llengua"
uccen →; wuccen "xacal"
Finalment, alguns noms es mantenen sense canvis d'un estat a l'altre:
taddart →; taddart "llogarret"
tuccent →; tuccent "xacal femella"
Depenent del paper del nom en la frase, adquireix l'estat lliure o annex:
- Lliure: Yewwet aqcic. "Ell ha colpejat un nen". (Verb-objecte)
- Annex: Yewwet weqcic. "El nen ha colpejat". (Verb-subjecte)

Després d'una preposició (excepte ar i s), tots els noms adquireixen l'estat annex:
- Lliure: Aman ("aigua"), Kas n waman ("un vas d'aigua").

### Verbs
Comunament s'usen tres temps: el pretèrit (passat), aorist intensiu (present perfecte, present continu, passat continu) i el futur (Ad+Aorist). A diferència d'altres llengües amazigues, l'aorist es fa servir molt poc en cabilenc.

#### Classes
- Els "verbs febles" tenen la mateixa forma per al pretèrit i l'aorist, o exemple:

| Verb             | Pretèrit | ad + aorist | Aorist intensiu |
| ---------------- | -------- | ----------- | --------------- |
| If (superar)     | ife      | ad ife      | ttife           |
| Muqel (observar) | muqle    | ad muqle    | ttmuqle         |
| Krez (llaurar)   | kerze    | ad kerze    | kerrze          |

- Els "verbs forts" o "verbs irregulars":

| Verb           | Pretèrit | ad + aorist | Aorist intensiu |
| -------------- | -------- | ----------- | --------------- |
| Aru (escriure) | uriɣ     | ad aruɣ     | ttaruɣ          |

#### Conjugació
La conjugació verbal en cabilenc es fa afegint afixos (prefixos, sufixos o ambdós) i canvis vocàlics (flexió interna). Els sufixos que indiquen les persones i el nombre són idèntics i estàtics per a tots els temps, encara que els prefixos i els canvis vocàlics depenen varien segons el temps i manera:
| Persona | Singular    | Plural       |
| ------- | ----------- | ------------ |
| 1a      | — (e)ɣ      | n(e) —       |
| 2a (m)  | t(e) — (e)ḍ | t(e) — (e)m  |
| 2a (f)  | t(e) — (e)ḍ | t(e) — (e)mt |
| 3a (m)  | i/y(e) —    | — (e)n       |
| 3a (f)  | t(e) —      | — (e)nt      |

- Exemple: verb afeg (volar) en les seves quatre formes: ufeg (pretèrit), ufig (negatiu pretèrit), afeg (aorist), ttafeg (aorist intensiu).

| Persona | Pretèrit | Pretèrit | Pretèrit Negatiu | Pretèrit Negatiu | Ad+Aorist | Ad+Aorist  | Aorist Intensiu | Aorist Intensiu | Imperatiu | Imperatiu | Imperatiu intensiu | Imperatiu intensiu |
| Persona | Singular | Plural   | Singular         | Plural           | Singular  | Plural     | Singular        | Plural          | Singular  | Plural    | Singular           | Plural             |
| ------- | -------- | -------- | ---------------- | ---------------- | --------- | ---------- | --------------- | --------------- | --------- | --------- | ------------------ | ------------------ |
| 1a      | ufgeɣ    | nufeg    | ur ufigeɣ        | ur nufig         | ad afgeɣ  | ad nafeg   | ttafgeɣ         | nettafeg        |           |           |                    |                    |
| 2a (m)  | tufgeḍ   | tufgem   | ur tufigeḍ       | ur tufigem       | ad tafgeḍ | ad tefgem  | tettafgeḍ       | tettafgem       | afeg      | afget     | ttafeg             | ttafget            |
| 2a (f)  | tufgeḍ   | tufgemt  | ur tufigeḍ       | ur tufigemt      | ad tafgeḍ | ad tefgemt | tettafgeḍ       | tettafgemt      | afeg      | afgemt    | ttafeg             | ttafgemt           |
| 3a (m)  | yufeg    | ufgen    | ur yufig         | ur ufigen        | ad yafeg  | ad afgen   | yettafeg        | ttafgen         |           |           |                    |                    |
| 3a (f)  | tufeg    | ufgent   | ur tufig         | ur ufigent       | ad tafeg  | ad afgent  | tettafeg        | ttafgent        |           |           |                    |                    |

| Participi Pretèrit | Participi Pretèrit | Participi Aorist | Participi Aorist Intensiu | Participi Aorist Intensiu |
| Positiu            | Negatiu            | Participi Aorist | Positiu                   | Negatiu                   |
| ------------------ | ------------------ | ---------------- | ------------------------- | ------------------------- |
| yufgen             | ur nufig           | ara yafgen       | yettafeg                  | ur nettafeg               |

#### Armat satelital
El cabilenc és una llengua de tipus satelital, ja que els seus verbs usen dues partícules per mostrar la direcció del moviment:
- d orientada cap al parlant i pot traduir-se com "aquí".
- n orienta cap a l'interlocutor o cap a determinat lloc i pot traduir-se com "allà".

Exemples:
- «iruḥ-d» (ell ve), «iruḥ-n» (ell va).
- «awi-d aman» (portar l'aigua), «awi aman» (portar l'aigua).

#### Negació
Usualment expressa la negació en dues parts, amb la partícula gramatical ur afegida al verb i amb una o més partícules o paraules negatives [que modifiquen el verb o la seva argumentació. Per exemple, la negació verbal simple és expressada per «ur» abans del verb i la partícula « ara » després del verb:
- «Urareɣ» ("Jo jugo") → «Ur urareɣ ara» ("Jo no jugo")

Altres paraules negatives (com acemma) són usades en combinació amb ur per expressar tipus més complexos de negació.

#### Derivació verbal
La derivació verbal es fa afegint prefixos. Hi ha tres tipus de derivació: causatiu, reflexiu i passiu.
- Causatiu: s'obté prefixant el verb amb s- / sse- / ssu :

ffeɣ "sortir" →; ssuffeɣ "treure"
kcem "entrar" →; ssekcem "introduir"
irid "ser rentat" →; ssired "rentar".
- Reflexiu: s'obté prefixant el verb amb m- / my(e)- / myu-:

ẓer "veure" →; mẓer "veure's mútuament"
ṭṭef "sostenir" →; myuṭṭaf "sostenir-se mútuament".
- Passiu: ise obté prefixant el verb amb ttu- / ttwa- / tt- / mm(e)- / n- / nn-:

krez "llaurar" →; ttwakrez "ser llaurat"
ečč "menjar" → mmečč "ser menjat".
- Formes complexes: s'obtenen combinant dos o més dels prefixos esmentats:

enɣ "matar" → mmenɣ "matar-se els uns als altres" →; smenɣ "fer que es matin uns amb d'altres"
És interessant que dos prefixos poden anul·lar-se mútuament:
enz "ser venut" →; zzenz "vendre" →; ttuzenz "ser venut" (ttuzenz = enz).

#### Agents
Cada verb té el seu corresponent nom agent, que s'obté prefixant el verb amb «am-», o amb «an-» si la primera lletra és b / f / m / w (hi ha excepcions).
- Exemples:

ṭṭef "sostenir" →; anaṭṭaf "suport"
inig "viatjar" →; iminig "viatger"
eks "pastorejar" →; ameksa "pastor"

#### Accions
Cada verb té el seu corresponent nom d'acció:
ffer "ocultar" →; tuffra "ocultació" (estructura VI), «Tuffra n tidett ur telhi» - "Ocultar la veritat és dolent" o "l'ocultació de la veritat és dolenta".
Hi ha 6 estructures regulars per a la formació de noms d'acció i una setena es fa servir per a verbs de qualitat: (c per a consonant, v per a vocal)
| Estructura | Verb      | Nom d'acció |
| ---------- | --------- | ----------- |
| I          | cvcv      | acvcv       |
| II         | c(c)vc(c) | ac(c)vc(c)v |
| III        | c(c)ecc   | ac(c)ecci   |
| IV         | (c)cac(c) | a(c)cac(c)i |
| V          | c1c2ec3   | accac       |
| VI         | ccec      | tuccca      |
| VII        | ic1c2vc3  | tec1c2ec3   |

- Exemples:

ɣeẓẓ "mossegar" → aɣẓaẓ
zdi "estar unit"→ azday
ini "dir" → timenna

#### Partícula predicativad
La partícula d és una eina indispensable per parlar cabilenc. És equivalent tant a "això és + adjectiu" com a "ser + adjectiu", però no pot ser reemplaçada pel verb ili (ser). És seguida sempre per un nom en estat lliure.
Exemples:
- D taqcict, "és una nena".
- D nekk, "és meu".
- Nekk d argaz, "Sóc un home".
- Idir d anelmad, "Idir és un estudiant".
- Idir yella d anelmad, "Idir va ser un estudiant".

La partícula predicativa d no s'ha de confondre amb la partícula de coordinació d, que va seguida d'un nom en estat annexat.

## Dialectes
El Takbaylit és un dialecte tamazight de Kabília a Algèria a una regió a uns 30 km d'Alger. El takbaylit el parlen uns tres milions de persones, i un altre milió el parlen a França i altres parts d'Algèria principalment a la capital. El nom deriva de l'àrab kabail (tribu) que va donar nom a la regió. Ells mateixos s'anomenen imazighen (homes lliures) o tamazight, i a la llengua takbaylit o lekbayel. La situació de la llengua sense reconeixement efectiu durant la colonització i ignorada en l'Algèria independent (on només s'ensenya l'àrab i el francès) ha millorat una mica als darrers anys, després que el 1995 es va crear l'Alta Comissió per l'Amazighitat.